# 歌川国兼
歌川 国兼（うたがわ くにかね、生没年不詳）とは、江戸時代の浮世絵師。

## 来歴
初代歌川豊国の門人。歌川の画姓を称し一豊斎と号す。作画期は文政の頃で、草双紙の挿絵や役者絵などを手がけている。

## 作品
- 『寛能上人御法画解』　合巻　※関亭伝笑作、文政10年（1827年）刊行
- 『河内国姥火』　合巻　※南杣笑楚満人一世遺稿、関亭伝笑作、文政11年刊行
- 『安達織作廻国伝』　合巻　※関亭伝笑作、文政12年刊行。英笑と共画
- 「菅原伝授手習鑑」　大判錦絵2枚続
- 「あだくらべ美人五節句」　大判錦絵
- 「座頭のけんか」　中判錦絵
- 「新版道中双六」　双六絵　※袋絵とも